# 밀라노 대학교 국제 의과 대학

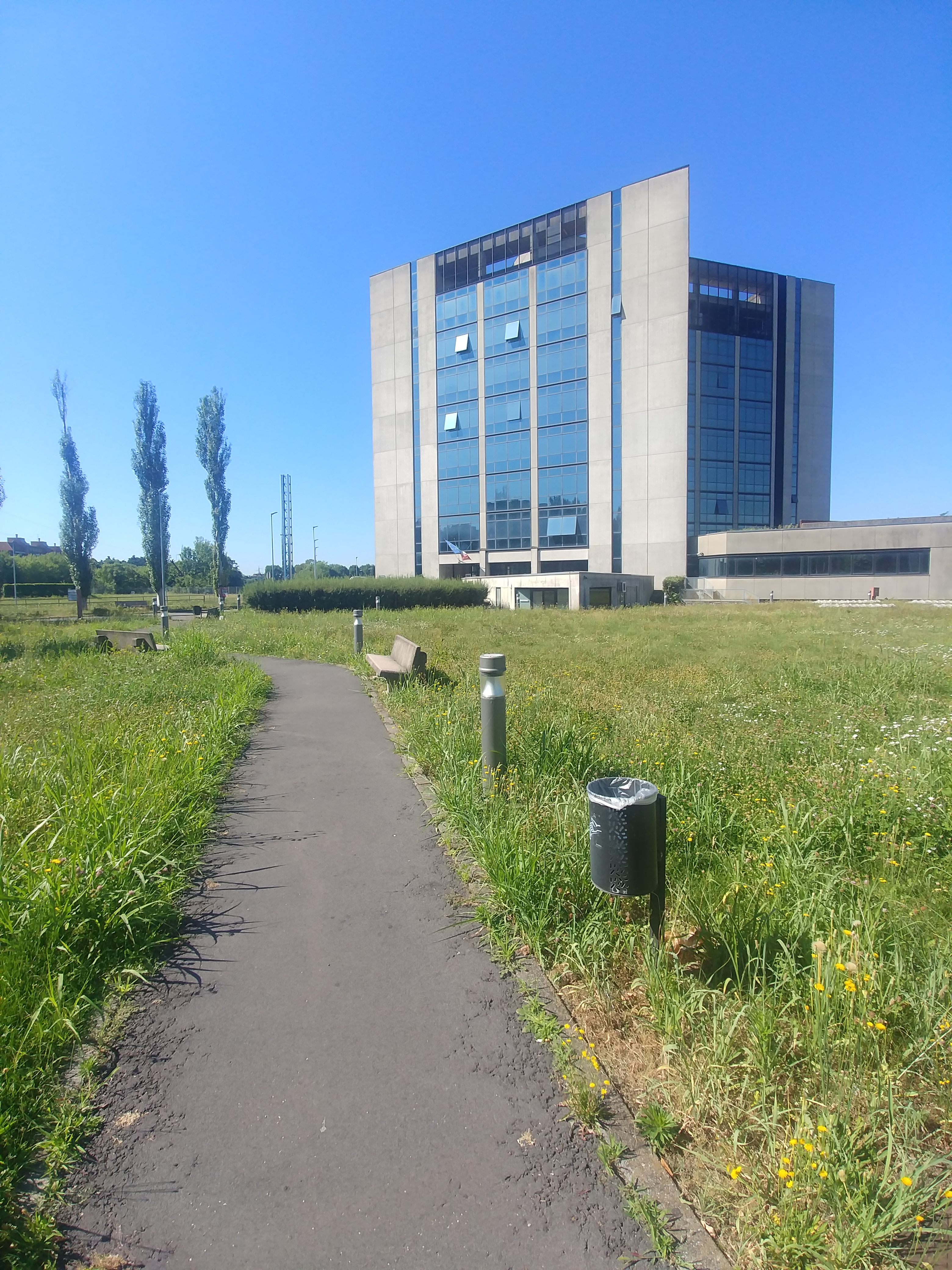
LITA 건물, 2021

밀라노 대학교의 의과 대학 중 하나인 국제 의과 대학 (International Medical School, IMS)은 밀라노와 세그라테 (Segrate)에 위치한 공립 영어 의과대학으로 밀라노 대도시권 (Milan metropolitan area)에 실습 병원들이 있다. 이 학교는 공식적으로 유엔 세계 의과대학 목록에 등재되어 있다. 지속적으로 세계 100대 의과대학 중 하나로 선정되었다. 그것의 임무는 "졸업생들에게 의학에 대한 견고하고 최신의 과학적 이해와 건강 및 질병과 관련된 인간 및 사회적 복잡성에 대한 깊은 이해를 제공하는 것"이다.

## 역사
이 과정은 2010년 밀라노 대학과 후마니타스 병원의 공동 노력으로 후마니타스 병원의 "MiMed"로 설립되었다. 현재는 IMS UNIMI로 불린다. 2014년에 후마니타스 병원은 자체 사립 의과대학 과정을 열었고, 따라서 밀라노 대학은 과정을 "국제 의과 대학"으로 이름을 바꾸고 세그라테 (Segrate)에 있는 리타 (LITA, Laboratorio Interdisciplinare Tecnologie Avanzate) 건물로 이전했다.

## 입학
학교 입학은 100% 국제 의료 입학 시험의 점수 순위에 따라 결정된다. 상위 2%의 응시자만이 프로그램에 참여할 수 있다. 입학 정원의 1/3은 유럽 연합의 시민이 아닌 학생이나 스위스, 노르웨이와 같은 특정 가맹국을 위해 예약되어 있다. 2015년 신입생 중 절반도 안 되는 학생이 이탈리아 시민권자였다. EU 지원자 중 1차 입학을 위한 최소 국제 의료 입학 시험 점수는 50.1점으로, 응시자의 약 상위 2%를 나타낸다. 수업료는 연간 약 €800에서 €4,060이다.

## 과정
학교는 6년제 프로그램을 가지고 있다. 커리큘럼은 코스 기반이 아닌 블록/모듈 기반이며 미국 및 캐나다 의학전문대학원과 유사한 형식을 따른다. 처음 2년은 해부학, 생리학, 생화학 및 미생물학에 중점을 둔 전임상 연구에 전념한다. 다음 4년은 병원의 여러 내과 및 외과 부서에서 자주 순환하는 임상 기간이다. 학교는 문제 기반 학습, 학제간 연구, 번역적 의학 (translational medicine)을 강조한다. 학생들은 에라스무스 프로그램 (Erasmus Programme)을 통해 해외 교육의 일부를 할 수 있는 기회를 갖는다. 모든 교육은 영어로 진행된다. 학생들은 이탈리아어를 배워야 한다. 그리고 졸업하기 위해서는 영어로 최종 논문을 작성하고 방어해야한다. 부여된 학위는 Dottore magistrale이며 영어로 Doctor of Medicine으로 표기된다.

## 활동
처음 2년은 대부분 L.I.T.A.에서 진행되며 "전임상"으로 간주된다. 강의 외에도 중요한 주제에 대한 지식을 향상시키기 위한 활동(예: 문제 기반 학습, 해부학 모델 수업, 폐활량 측정 테스트 등)이 제공된다. 3학년부터는 병원에서 강의와 임상 실습을 번갈아 가며 진행한다.

## 협력 병원
학교의 교육 병원에는 다음과 같은 병원들이 있다.
- 니구아르다 병원 - piazza dell'Ospedale Maggiore, 3 - 밀라노
- 밀라노 종합병원 - via Francesco Sforza, 35 - 밀라노
- 루이지 사코 병원 - via Giovanni Battista Grassi, 74 - 밀라노
- IRCCS 몬지노 심장학 센터 - via Privata Carlo Parea, 4 - 밀라노
- 산 파올로 병원 - via Antonio di Rudinì, 8 - 밀라노
- 산 카를로 보로메오 병원 - via Pio II, 3 - 밀라노
- 가에타노 피니 정형외과 연구소 - via Gaetano Pini, 3 (piazza Cardinale Andrea Ferrari, 1) - 밀라노
- IRCCS 국립 암 연구소 재단 - via Giacomo Venezian, 1 - 밀라노
- 유럽 종양학 연구소 - via Adamello, 16 - 밀라노
- IRCCS 갈레아치 정형외과 연구소 - via R. Galeazzi, 4 - 밀라노
- IRCCS 산 도나토 종합병원 - via Morandi, 30 - San Donato Milanese (밀라노 광역시)
- 산 주세페 병원 - via S. Vittore, 12 - 밀라노

## 같이 보기
- 밀라노 대학교
- 니구아르다 병원
- 국제 의학 입학 시험
- 후마니타스 대학교